# Antonove, Bratske
Antonove (în ucraineană Антонове) este un sat în așezarea urbană Bratske din regiunea Mîkolaiiv, Ucraina.

## Demografie
Componența lingvistică a localității Antonove
     Ucraineană (92,94%)
     Rusă (6,61%)
     Alte limbi (0,46%)
Conform recensământului din 2001, majoritatea populației localității Antonove era vorbitoare de ucraineană (92,94%), existând în minoritate și vorbitori de rusă (6,61%).